# シピオーネ・デル・フェッロ
シピオーネ・デル・フェッロ（Scipione del Ferro、1465年2月6日 - 1526年11月5日）はイタリアの数学者で、三次方程式の解法を考案したことで知られる。

## 人生
シピオーネはボローニャで、FlorianoとFilippaの間の子供として生まれた。父のFlorianoは印刷工業で働き、1450年代に活字の改良を行った。
彼はボローニャ大学で学び、1496年から死去するまで代数学と幾何学を教えた。

## 業績
現在、シピオーネが著した書物は残っていない。これは、彼が著作をあまり表に出さなかったためということが大きい。彼はアイデアを出版する代わりに、生徒や仲間のごく一部の限られた人にだけ披露した。
一方で、彼は自身の重要な発見を全てノートに書き付けていた。1526年の彼の死後に、このノートは娘婿のHannival Naveに相続された。Naveも数学者であり、シピオーネの死後にボローニャ大学での職を引き継いでいた。
1543年、ジェロラモ・カルダーノとカルダーノの弟子の一人ルドヴィコ・フェラーリがボローニャにNaveを訪ね、彼の義父のノートを読み、三次方程式の一般的な解法が記されているのを見つけた。

## 三次方程式の解法
シピオーネの時代の数学者は、三次方程式は次の3つのうちいずれかの形に帰着できることを知っていた。
{\displaystyle x^{3}+mx=n}
{\displaystyle x^{3}=mx+n}
{\displaystyle x^{3}+n=mx}
つまり、{\displaystyle x^{2}} の項は、適切な処理によって消去できた。また、当時は負の数は使われていなかったため、係数 {\displaystyle m} と {\displaystyle n} はともに正である。負の数を用いると、次のただ1つの式に帰着する。
{\displaystyle x^{3}+mx+n=0}
シピオーネがルカ・パチョーリの影響を受けていたのかははっきりしない。パチョーリは1501年から1502年までボローニャ大学で教え、シピオーネと数々の数学の議論をしたことは分かっている。彼らが三次方程式の解法に関する議論をしたのかどうかは分からないが、パチョーリが7年前に著した有名な論文ma de arithmetica, geometrica, proportioni et proportionalitaにはこのことが含まれている。
パチョーリがボローニャを訪れた後、シピオーネは3つの場合の式を解いた。1925年、16世紀の文書が発見され、その中にシピオーネの解法が含まれていた。カルダーノは1545年に出版された著書Ars Magnsの中で、三次方程式の解法を最初に見つけたのはシピオーネだと述べ、「デル・フェッロの解法」と名づけた。

## その他の発見
シピオーネは、分数の有理化に関してもいくつか貢献している。例えば、二乗根の分母を三乗根の分母の和として表す方法等を発見している。